# Merenius simoni
Merenius simoni là một loài nhện trong họ Corinnidae.
Loài này thuộc chi Merenius. Merenius simoni được Roger de Lessert miêu tả năm 1921.